# Осадчее (Днепропетровская область)
Оса́дчее (укр. Осадче) — село,
Осадченский сельский совет,
Петропавловский район,
Днепропетровская область,
Украина.
Код КОАТУУ — 1223884001. Население по переписи 2001 года составляло 392 человека.
Является административным центром Осадченского сельского совета, в который, кроме того, входят сёла
Водяное и
Добринька.

## Географическое положение
Село Осадчее находится в 4,5 км от правого берега реки Самара,
на расстоянии в 1 км от села Водяное.
По селу протекает пересыхающий ручей с запрудой.

## История
- Считается, что село было основано в 1908 году как хутор Писменный, который со временем получил название село Осадчее.

## Экономика
- ООО «Колос».

## Объекты социальной сферы
- Школа.
- Детский сад.
- Фельдшерско-акушерский пункт.
- Дом культуры.